# Выжум
Выжум — река в России, протекает в Республике Марий Эл. Устье реки находится в 85 км по левому берегу реки Ветлуги. Длина реки составляет 30 км, площадь водосборного бассейна 186 км².
Исток расположен в заболоченном лесу в 33 км к юго-западу от посёлка Килемары. Исток находится в Килемарском районе, ниже река течёт несколько километров по территории Горномарийского района, среднее и нижнее течение проходят по Юринскому району.
Река течёт на юго-запад по ненаселённому заболоченному лесу. В среднем течении в 2 километрах от реки — село Карасьяры. Крупнейший приток — Выхтур (левый). Река впадает в Ветлугу двумя рукавами.

## Данные водного реестра
По данным государственного водного реестра России относится к Верхневолжскому бассейновому округу, водохозяйственный участок реки — Ветлуга от города Ветлуга и до устья, речной подбассейн реки — Волга от впадения Оки до Куйбышевского водохранилища (без бассейна Суры). Речной бассейн реки — (Верхняя) Волга до Куйбышевского водохранилища (без бассейна Оки).
Код объекта в государственном водном реестре — 08010400212110000043724.